# Angelo Secchi
Părintele Pietro Angelo Secchi SJ (n. 29 iunie 1818 - 26 februarie 1878) a fost un astronom italian. El a fost director al Observatorului de la Universitatea Pontificală Gregoriană (numit mai înainte Colegiul Roman), timp de 28 de ani. El a fost un pionier în spectroscopia astronomică și a fost unul dintre primii oameni de știință care a susținut autoritar că Soarele este o stea.

## Biografie
S-a născut în Reggio Emilia, unde a studiat la Gimnaziul iezuit. La vârsta de 16 ani, el a intrat în ordinul iezuit din Roma. El a continuat studiile la Colegiul Roman unde a dovedit mari abilități științifice. În 1839, el a fost numit tutore de matematică și fizică la Colegiul Roman. În 1841, el a devenit profesor de fizică la Colegiul iezuit din Loreto. În 1844 a început studiile teologice la Roma și a fost hirotonit preot pe 12 septembrie 1847. În 1848, ca urmare a Revoluției romane, iezuiții au trebuit să plece la Roma. Secchi și-a petrecut următorii doi ani în Regatul Unit, la Colegiul Stonyhurst, și în Statele Unite, unde a predat o vreme la Universitatea Georgetown din Washington, D.C. El și-a luat aici doctoratul în teologie. 
În timpul șederii sale în America, el s-a întâlnit cu comandantul Matthew Fontaine Maury, primul director al Observatorului Naval al Statelor Unite de la Washington. A studiat cu Maury și a corespondat cu el mai mulți ani. 
El s-a întors la Roma în 1850. La recomandarea colegului său Francesco de Vico, el a devenit șef pe viață al Observatorului Colegiului la 32 de ani. 
Poziția lui a fost contestată după 1870, când Statele Papale din jurul Romei au fost preluate de către Regatul Italiei. În 1873, Colegiul a fost declarat proprietate a guvernului italian. Când guvernul a încercat să preia controlul și asupra Observatorului, Părintele Secchi a protestat viguros și a amenințat să părăsească Observatorul pentru una din multele poziții care îi erau oferite de către observatoarele din alte țări. El a primit poziții importante științifice și multe demnități politice din partea guvernului italian, dar a refuzat datorită loialității sale fată de Papă. Guvernul regal nu a mai îndrăznit să se amestece și a rămas director.
A murit în 1878 la vârsta de 59 de ani.

## Descoperiri astronomice

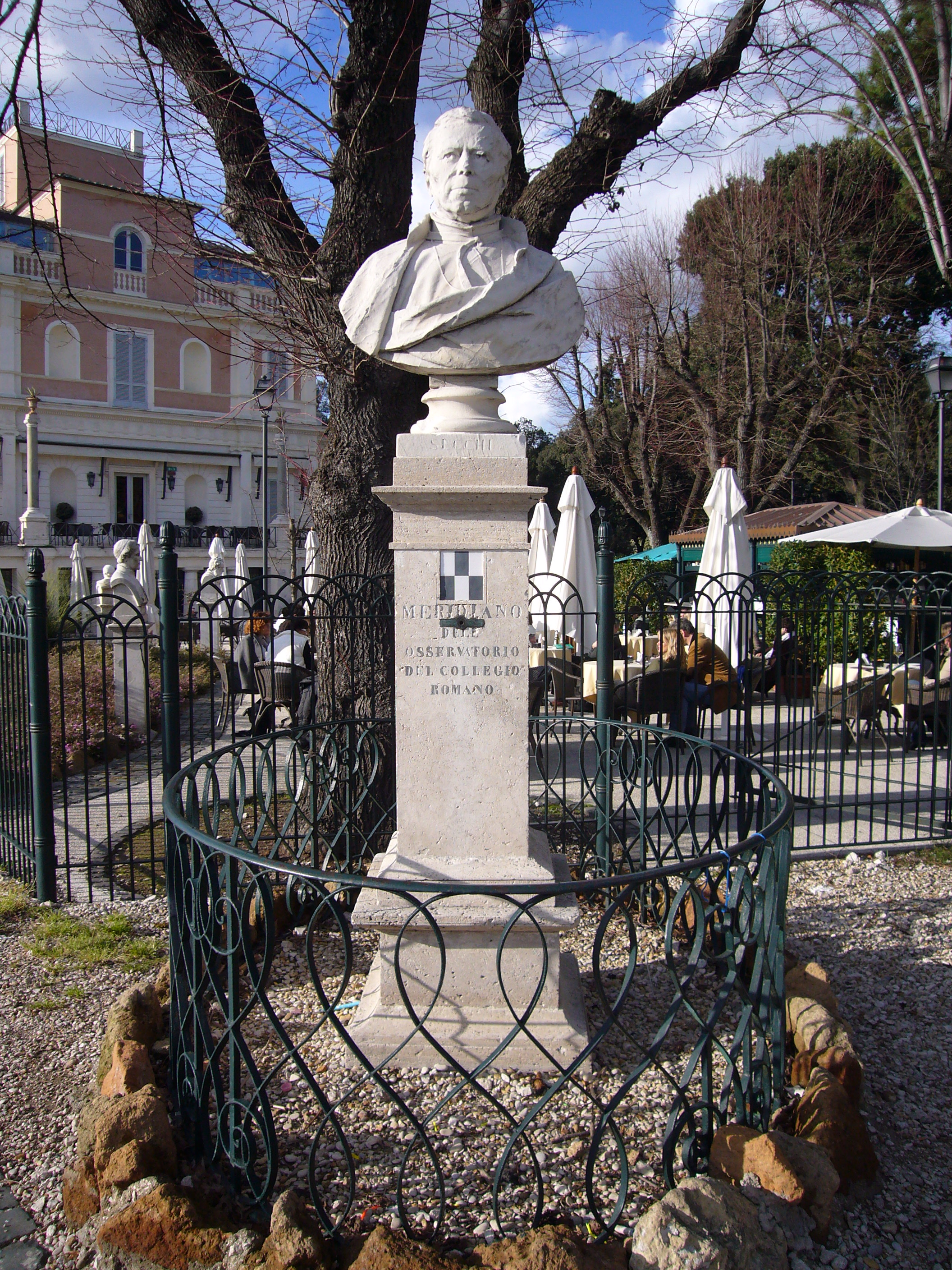
Statuie în faţa Observatorului astronomic al Colegiului Roman

Părintele a adus multe contribuții în mai multe domenii ale astronomiei.
- A revizuit Catalogul lui Struve de stele duble, aducând date pentru peste 10.000 de stele binare.
- El a descoperit trei comete, inclusiv Cometa Secchi.
- A realizat o hartă exactă a craterului lunar Copernicus.
- A studiat planeta Marte și a fost primul care a folosit cuvântul canali[4] (canale) referindu-se la  suprafața marțiană.

Părintele Secchi a fost interesat în mod special de Soare, pe care l-a observat în permanență de-a lungul carierei sale. 
- El a observat și a făcut desene cu erupțiile solare și cu petele solare, realizând înregistrări despre activitatea petelor solare.
- Între 1860 și 1870, el a organizat expediții pentru a observa eclipsele solare.
- El a dovedit că proeminențele coronale și coroana solară observate în timpul unei eclipse solare fac parte din Soare și nu sunt elemente ale eclipsei.
- El este cel care a descoperit spiculele solare.

## Alte lucrări (știință și tehnică)

Discul Secchi

Angelo Secchi a fost activ în oceanografie, meteorologie, fizică și astronomie. El a inventat discul Secchi, care este utilizat pentru a măsura transparența apei în oceane și în lacuri. A făcut studii climatice ale orașului Roma și a inventat un meteorograf pentru înregistrarea convenabilă a mai multe categorii de date meteo. El a studiat, de asemenea, aurora boreală și efectele fulgerului și a investigat ce cauzează grindina.

## Denumiri
Craterul lunar Secchi și craterul marțian Secchi sunt denumite după el. 
Două nave spațiale STEREO (Solar TErrestrial RElations Observatory) poartă fiecare asupra sa un instrument numit SECCHI (Sun Earth Connection Coronal and Heliospheric Investigation).

## Opere (listă incompletă)

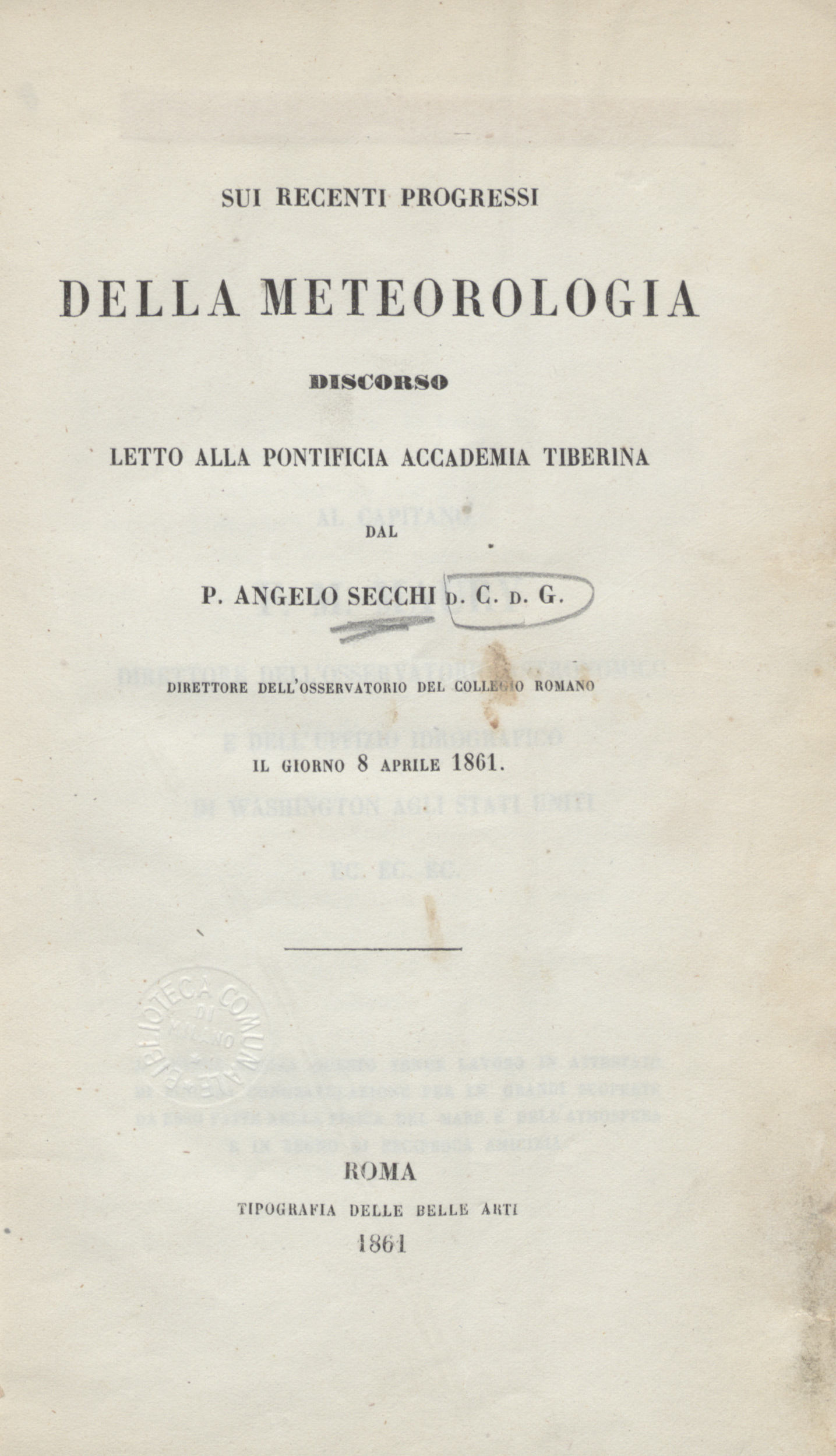
Sui recenti progressi della meteorologia, 1861.

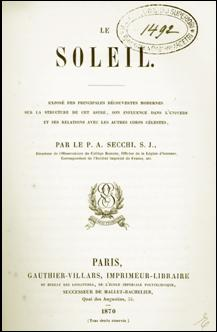
Le Soleil: Exposé des Principales Découvertes Modernes, Paris. 1870.

Pe parcursul carierei sale, Părintele. Secchi a publicat aproximativ 730 lucrări în reviste științifice. A publicat, de asemenea, un număr de cărți.
- Misura Della Base Trigonometriea Eseguita Sulla Via Appia, Roma. 1858.
- Il Quadro Fisico del Sistema Solare Secondo le Piu Recenti Osservazioni, Roma. 1859.
- Sui Recenti Progressi della Meteorologia, Roma. 1861.
- Sulla Unitá delle Forze Fisiche, Roma. 1864.
- Le Soleil: Exposé des Principales Découvertes Modernes, Paris. 1870.
- Le Stelle (Stelele), Milan. 1877.
- Lezioni Elementari di Fisica Terrestre, Torino și Roma. 1879.